# Argia anceps
Argia anceps là một loài chuồn chuồn kim trong họ Coenagrionidae.
Argia anceps được miêu tả khoa học năm 1996 bởi Garrison.